# 허핑핑

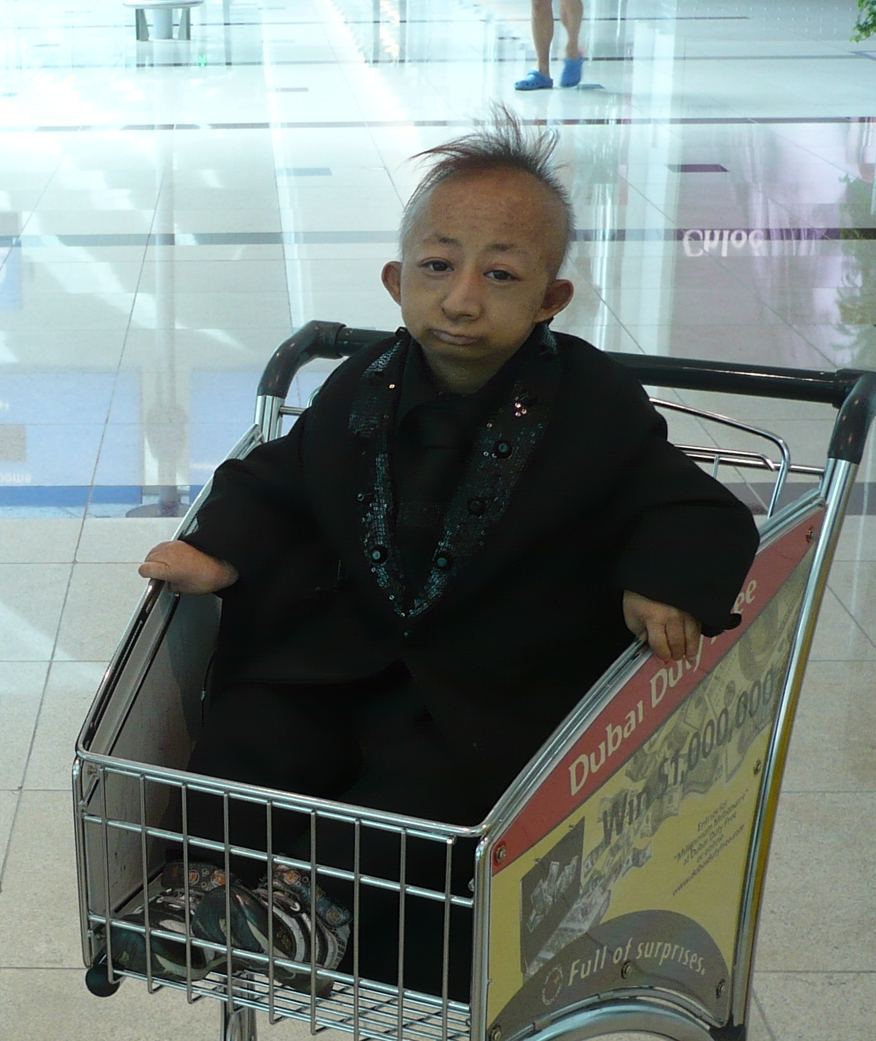
허핑핑.

허핑핑(하평평, 중국어: 何平平, 병음: Hé Píngpíng; 1988년 7월 13일 ~ 2010년 3월 13일)은 중화인민공화국의 남성으로 기네스 세계 기록에 따르면 걸을 수 있었던 세계에서 가장 키가 작은 사람이다.

## 상세
그의 키는 74cm이다. 2008년 기네스 세계 기록에 최단신으로 등재되었다.

## 죽음
가슴 통증을 호소한 후에 그는 로마에서 2010년 3월 3일 병원에 입원했다. 그는 "Lo show dei record"에 출연하고 있었다. 그는 2010년 3월 13일, 고혈압성심장질환으로 21세의 젊은 나이에 숨을 거두었다.
기네스 세계 기록의 편집장인 크레이그 글렌데이(Craig Glenday)는 그가 "다르거나 특이하다고 생각되는 모든 사람에게 영감이었다"고 말했다.